# Cornelis Anthonisz.
Cornelis Anthonisz, znany również jako Anthonissen lub Teunissen (ur. 1505 w Amsterdamie, zm. 1553) – malarz, rysownik, drzeworytnik i kartograf holenderski.
Był wnukiem Jakuba Cornelisza z Oostsanen, który prawdopodobnie był jego nauczycielem. W 1538 namalował pierwszą kompletną i (względnie) dokładną mapę Amsterdamu jako dar dla cesarza Karola V. Tworzył pod wpływem van Leydena i van Scorela. Uważany jest za jednego z pierwszych malarzy zbiorowych portretów kompanii tzw. doelenstuck.
Do najbardziej znanych prac należy seria 12 drzeworytów Widok z lotu ptaka na Amsterdam. Mapy te były przedrukowywane jako najbardziej dokładne jeszcze w XVII wieku. Prace zostały poważnie uszkodzone w pożarze ratusza w Amsterdamie w 1652 i odrestaurowane w 1932.
Anthonisz był autorem kilku królewskich portretów i druków alegorycznych. Tylko dwa obrazy są z całą pewnością jego autorstwa i oba znajdują się w Amsterdamie: Oddział strzelców z 1533 i portret Reinouda III van Brederode. Zbiorowy portret Oddział strzelców został wykonany z wyjątkową surowością kompozycji i dużym zróżnicowaniem postaci.